# Norwich (Connecticut)
Norwich – miasto w Stanach Zjednoczonych, w stanie Connecticut, w zespole miejskim New London-Norwich, nad rzeką Thames (uchodzącą do zatoki Long Island Sound, Ocean Atlantycki).
Większość mieszkańców pracuje w jednym z dwóch pobliskich kasyn, Mohegan Sun albo Foxwoods Resort Casino.

## Gospodarka
W mieście rozwinął się przemysł metalowy, precyzyjny, włókienniczy, chemiczny oraz spożywczy.

## Religia
- Parafia św. Józefa – rzymskokatolicka
- Parafia Świętych Nowomęczenników i Wyznawców Rosyjskich – prawosławna